# El libro de los condenados
El libro de los condenados (en el original en inglés The Book of the Damned) fue el primer ensayo publicado en 1919 por el escritor norteamericano Charles Fort.
La obra trata diversos tipos de fenómenos anómalos, incluidos ovnis, extrañas lluvias del cielo de materiales tanto orgánicos como inorgánicos, patrones climáticos extraños, la posible existencia de criaturas consideradas generalmente como mitológicas, desapariciones de personas y muchos otros. El libro es considerado por tanto el primero en abordar el tema específico de la anomalística.

## Visión general y tesis de Fort
“Una procesión de los condenados.

Por los condenados me refiero a los excluidos.

Tendremos una procesión de datos que la ciencia ha excluido”.
Primeras líneas de El libro de los condenados.

El título del libro se refería a lo que llamó los datos "condenados", datos que la ciencia moderna había condenado o excluido debido a que no se ajustaban a la creencia aceptada. Fort acusó a los científicos de la corriente principal de ser conformistas al sostener lo que es aceptado y popular, y de no buscar nunca realmente la verdad que puede ser contraria a lo que ellos creen. También comparó la estrecha mentalidad de muchos científicos con la de los fundamentalistas religiosos, lo que implica que la supuesta "batalla" entre la ciencia y la religión es solo una distracción respecto del hecho de que, en su opinión, la ciencia es, en esencia, simplemente una religión de facto. Este es un tema que Fort desarrollaría más en sus obras posteriores, New Lands y Lo! particularmente.
Fort fue uno de los primeros escritores importantes en ocuparse ampliamente de los fenómenos paranormales.

## Contenido

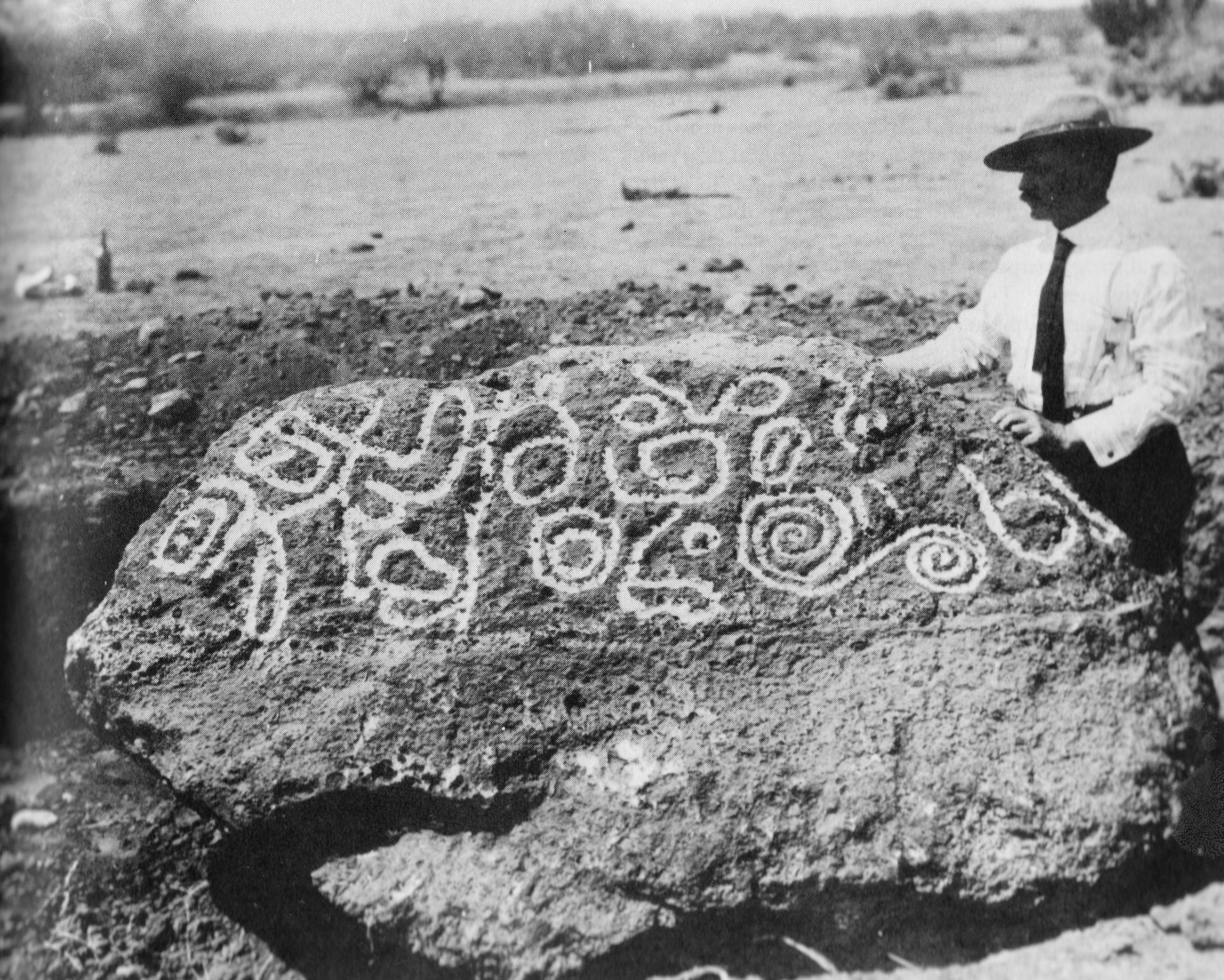
El Mayor Burnham próximo a la misteriosa Esperanza Stone, incluido en el capítulo 11.

Los primeros capítulos del libro tratan en gran parte de explicar la tesis de Fort. Como ejemplo particular cita el extraño resplandor en el cielo de todo el mundo que supuestamente ocasionó la erupción de 1883 del volcán Krakatoa. Fort afirma que tal fenómeno había precedido de hecho a la erupción en varios meses, y sugiere que los científicos, desconcertados por el fenómeno inicialmente, usaron Krakatoa como una explicación conveniente para algo que no podrían explicar previamente.
Fort tiene un interés particular en extrañas "lluvias", y expone supuestas lluvias de peces, ranas y varios materiales no identificables. También tiene capítulos sobre los hallazgos de las "piedras de rayo", que supuestamente cayeron del cielo durante las tormentas eléctricas; una discusión de la evidencia de la existencia de gigantes (enormes hachas desproporcionadas, demasiado grandes para cualquier persona que las use) y hadas (las llamadas "cruces de hadas" y "ataúdes"); un breve capítulo sobre el fenómeno poltergeist; las desapariciones masivas de personas (incluida la supuesta desaparición de varios cientos de personas en un refugio durante el terremoto de Lisboa de 1755); también menciona brevemente el famoso caso del Mary Celeste (que discutiría en mucho más detalle en su posterior obra Lo!); una sección bastante larga relativa a una serie de avistamientos de ovnis (este libro fue escrito mucho antes del avistamiento de Kenneth Arnold de 1947 y del comienzo de las modernas declaraciones de ovnis); y termina con una mención del famoso misterio de las "huellas del diablo" en Inglaterra durante 1855, citando también una serie de casos similares.
El libro también trata sobre los triángulos ovni y sus avistamientos en varias partes del mundo desde principios de 1880.

## Teoría y crítica de Fort

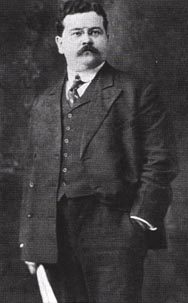
Charles Fort.

La explicación de Fort para las "lluvias" mencionadas y los avistamientos ovni es el "Supermar de los Sargazos", una especie de "mar" estacionario donde se encuentran misteriosamente todas las cosas de la Tierra que se pierden y desde el que ocasionalmente vuelven a llover sobre la misma (desarrollaría esta idea con mucho más detalle en sus libros posteriores). Aunque aparentemente el propio Fort no cree realmente en esta explicación, no pretende explicar los fenómenos como un todo, al menos en este libro, declarando simplemente los hechos como son y dejando que los lectores saquen sus propias conclusiones.
Debido a esta falta de explicación de los fenómenos que presenta, algunos escépticos y críticos, particularmente Martin Gardner, han reprochado a Fort el ser meramente un crítico destructivo que presenta afirmaciones negativas sin reportes positivos.

## Disponibilidad
El libro de los condenados está disponible en rústica en Tarcher, Prometheus Books, y, puesto que está ya en dominio público, también se puede encontrar en The Complete Works of Charles Fort de Dover Publications, que contiene todas sus obras sobre esta temática, así como en varios sitios web de Internet. El libro también está disponible en formato de audio en Librivox.